# ヤチョウの会
ヤチョウの会とはオフィス北野所属のお笑いコンビ。2011年11月結成。2018年解散。共に、ビートたけしの弟子でたけし軍団に在籍。

## メンバー
鳩山来留夫（はとやまくるお　本名:鶴見憲 1973年10月2日 - ）
- ボケ担当。
- 血液型:O型、茨城県出身。
- 身長:177cm、体重:75kg

ケンタエリザベス3世（けんたえりざべすさんせい－　本名:宮内建太 1979年8月4日 - )
- ツッコミ担当。
- 血液型:O型、和歌山県出身。
- 身長:168cm、体重:63kg

## 概略
- 主に、たけしが鶴瓶に今年中に話しておきたい5〜6個のことや北野演芸館など、ビートたけしの特番の前説を全て担当している。
- 軍団のメンバーはたけしから芸名を授かるが、２人は自ら命名。 「ダメな鳩を人間（ケンタ）が監視する」というコンセプトでヤチョウの会に決定した。
- 報告を受けたたけしは「コンビ名は鳩が聖火台で焼けた『ソウルオリンピック』にしろ！」と迫ったが、2人は拒否。 「俺の名前を断ったのは初めてだ」と妙に感心したとの事。

- たけしが出演した、2011年暮れのバラエティー特番で“前説デビュー”を果たしたが、 楽屋で聞いていたたけしは「あいつらのネタ、けっこう客にワーワー、ウケるんだ」と太鼓判を押した。
- 二人揃って、日本野鳥の会にも入会し、会長でもある柳生博に公認をもらう。
- 2015年から、師匠のビートたけしの勧めで、漫才協会に入会し、浅草での舞台にも出演している。

## 番組
- ヤチョウの会の会(2012年03月06日-2014年10月14日 nico@NIGHT ニコ生)